# Spissistilus femorata
Spissistilus femorata är en insektsart som beskrevs av Leon Fairmaire. Spissistilus femorata ingår i släktet Spissistilus och familjen hornstritar. Inga underarter finns listade i Catalogue of Life.